# Parrocchia di Ascension
La parrocchia di Ascension (in inglese Ascension Parish) è una parrocchia dello Stato della Louisiana, negli Stati Uniti. La popolazione al censimento del 2000 era di 76 627 abitanti. Il capoluogo è Donaldsonville.

## Geografia
LA parrocchia si trova nel sud-est dello Stato e fa parte della regione Acadiana, che si riflette anche nella lingua parlata, il francese cajun, e nella cucina. Si tratta di un territorio pianeggiante e paludoso, punteggiato da corsi d'acqua. Nel sud-ovest della regione passa il fiume Mississipi.

### Parrocchie confinanti
- Parrocchia di East Baton Rouge - nord
- Parrocchia di Livingston - nord-est
- Parrocchia di St. John the Baptist - est
- Parrocchia di St. James - sud
- Parrocchia di Assumption - sud-ovest
- Parrocchia di Iberville - ovest

## Storia
L'area era occupata da nativi Houma, Bayougoula and Tchitimacha. I primi esploratori spagnoli arrivarono nel 1541. L'area fu reclamata dai francesi nel 1682, che ne cedettero parte alla Spagna nel 1762. Quando gli inglesi costrinsero gli acadiani ad abbandonare il Canada, molti si trasferirono in quest'area. Nel 1800 la spagna cedette la Louisiana alla Francia, che a sua volta la vendette agli Stati Uniti nel 1803. La parrocchia (in Louisiana le parrocchie costituiscono un livello amministrativo equivalente a quello delle contee degli altri stati degli USA) fu creata nel 1807. Fu chiamata così per l'Ascensione di Gesù.

## Comuni
La parrocchia comprende i seguenti comuni:
- Darrow - census-designate place
- Donaldsonville (capoluogo) - city
- Gonzales - city
- Lemannville - census-designate place
- Prairieville - census-designate place
- Sorrento - town